# Prehrambeni aditivi
Prehrambeni aditivi su međunarodnim pravilima utvrđene tvari   koje se dodaju hrani pri tehnološkoj proizvodnji kako bi konačan proizvod mogao duže sačuvati osnovna svojstva okusa, mirisa i konzistencije. To je i preduvjet da se današnjim načinom nuđenja hrane na tržištu postigne visoka sigurnost proizvoda i zdravlje potrošača zaštiti u najvećoj mogućoj mjeri. I prije masovne industrijske proizvodnje ljudi su prerađivali hranu i pritom koristili neke tvari koje danas ubrajamo u aditive: naše bake su koristile npr. pektin nezrelih jabuka za želiranje pekmez ili prašak za pecivo ( natrijev bikarbonat i natrijev kiseli fosfat). U domaćinstvima hranu i danas konzerviramo solju, octom, medom, šećerom, a limunovim sokom koji sadrži limunsku kiselinu ali i askorbinsku kiselinu ( vitamin C ) priječimo da svježe oguljeno voće ili povrće posmeđi. 
"Aditivi koji se koriste u industrijskoj proizvodnji hrane su tvari koje se uobičajeno ne konzumiraju, niti su tipičan sastojak hrane, nego su to tvari određenog kemijskog sastava koje se dodaju namirnicama tijekom proizvodnje, pripreme, obrade, prerade, oblikovanja, pakiranja, transporta i čuvanja hrane."

## Općenito
Dodavanjem aditiva pri industrijskoj proizvodnji mijenjaju se neke osobine namirnica. Aditivima se postiže ujednačena kvaliteta proizvoda, ponudu namirnica čine neovisnom o godišnjem dobu, i zbog toga omogućuju proizvodnju jeftinije hrane, te njezino dugoročno skladištenje. Tvari za konzerviranje npr. sprečavaju ili usporavaju razmnožavanje mikroorganizama koji mogu uzrokovati kvarenje hrane. Sve raznovrsnija ponuda prehrambenih proizvoda temelji se na razvoju tehnologije proizvodnje hrane ali i na primjeni aditiva: bez sladila i emulgatora ne bi bilo modernih "light" proizvoda, topljeni sir nije moguće proizvesti bez emulgatorskih soli, polugotova i gotova jela bez tvari za pojačavanje okusa, a ovisno o prirodi hrane i konzervansa,  antioksidansa, stabilizatora i drugih dodataka.

## Što je E broj
Aditivi su označeni E - brojem, opće prihvaćnom oznakom u EU ali i ostalom dijelu svijeta, radi lakšeg označavanja i prepoznavanja i kao potvrda toksikološke evaluacije i klasifikacije pojedinog aditiva. Aditivima slične tvari koje također imaju neku tehnološku ulogu u proizvodnji,  nemaju E broj i označavaju se na drugi način    ( arome i enzimi ) dok pomoćne tvari u procesu proizvodnje zbog načina djelovanja pri proizvodnji hrane ne trebaju se označavati. 
Prikaz numeriranja aditiva : bojila 100-181,konzervansi 200-285 i 1105, antioksidansi 300-340,regulatori kiselosti - različiti brojevi, zgušnjivači / emulgatori 322, 400-499 i 1400-1451,tvari za sprječavanje zgrudnjavanja 550-572, pojačivači okusa 600-650,tvari za poliranje 900-910,tvari za zaslađivanje 420, 421, 950-970 .

## Označavanje
Neke vrste prehrambenih aditiva s razlogom se dovode u vezu sa zdravstvenim rizicima, posebno kod osjetljivih osoba, djece i bolesnika. Zato je vrlo važno da potrošači imaju potpuni uvid u   sastav proizvoda uključujući i sve vrste aditiva. Postoji percepcija da nedostaje transparentnost i cjelovita informacija o aditivima i njihovu utjecaju na zdravlje ljudi, no ako se pomno prati područje aditiva postoji na tu temu niz istraživanja kroz zadnjih 48 godina. Neka dokazuju štetno djelovanje aditiva i do povezivanja s nastankom karcinoma dok druga to opovrgavaju. Danas se kao autoritet za konačno mišljenje smatra EFSA, Europska agencija za sigurnost hrane u Padovi, Italija, sa svojim Znanstvenim odborom koji se bavi aditivima.
U Hrvatskoj isto kao i u EU postoje posebna pravila o označavanju hrane te   proizvođač   mora označiti sve aditive u nekom prehrambenom proizvodu jer ga zakon na to obvezuje. 
Aditivi se označe na način da se najprije navede jedna od 22 kategorije aditiva a iza toga slijedi E-broj ili kemijski naziv aditiva. Navođenje aditiva obvezno je čak i u situaciji ako se aditiv nalazi u proizvodu u kojem navođenje sastojaka nije obvezno ( ispod 2 % u sastavu hrane )i ako isti ima neko tehnološko djelovanje u konačnom proizvodu ili ako se aditiv povezuje sa sirovinama koje se nalaze na listi alergena. U slučaju modificiranog škroba, obvezno se navodi izvor dobivanja škroba ako je taj izvor biljka koja se svrstava u alergene ( npr. modificirani pšenični škrob) .

## Toksikološka ocjena aditiva
Prije stavljanja kemijskog spoja na listu prehrambenih aditiva, prethodi dug postupak ispitivanja, nakon toga slijedi preporuka o količini i načinu uporabe. Konačna dozvola se izdaje kada se utvrdi neškodljivost za zdravlje procjenom unosa iz svih namirnica u kojima se aditiv smije koristiti.
Toksikološki, fiziološki i znanstveni podaci se prate i evaluiraju tako da postoji stalno praćenje utjecaja prehrambenih aditiva na zdravlje ljudi.
Toksikološka ispitivanja uključuju akutni, subakutni i kronični toksicitet. Posebno se ispituje interakcije aditiva sa sastojcima namirnica, zatim sa sastojcima ljekova, kao i utjecaj na metabolizam čovjeka. Nakon temeljitih ispitivanja, utvrđuje se najveća količina aditiva koja ne izaziva nikakve toksikološke učinke ili "No observed adverse affect level " (NOAEL). Daljnji postupak je da se utvrđena količina, za svaki aditiv posebno, podjeli sa 100 uzevši u obzir moguće razlike pri ekstrapolaciji u odnosu na pojedine dijelove populacije s posebnom pažnjom na populaciju djece i starijih osoba kao rizičnih skupina.

## Što su to prihvatljivi dnevni unosi aditiva (PDU)
Nakon prethodno obavljenih ispitivanja, dobivene vrijednosti služe kao osnova za utvrđivanje prihvatljivog dnevnog unosa ili Acceptable Daily Intake (ADI), koji se definira kao ona količina aditiva koja se putem   namirnice može svakodnevno konzumirati čitav životni vijek čovjeka bez ikakvog rizika za zdravlje. Prihvatljivi dnevni unos za svaki aditiv pojedinačno, izražava se u mg/kg tjelesne mase čovjeka. Na temelju utvrđivanja unosa namirnica koje se konzumiraju dnevno te količina aditiva u tim namirnicama, mogu se utvrditi stvarni dnevni unosi za pojedine aditive te ocijeniti je li prelaze prihvatljive dnevne unose za svaki pojedini aditiv.

## Tehnološko djelovanje aditiva u hrani
Osnovno funkcionalno ili tehnološko svojstvo ne isključuje mogućnost da pojedini aditiv može imati i neko drugo funkcionalno svojstvo promjenom koncentracije, količine aditiva koji se dodaje u namirnicu. Također, drugo funcionalno djelovanje može imati učinak na namirnicu u isto vrijeme kada se aditiv dodaje radi osnovnog funkcionalnog djelovanja.
Limunska kiselina (E330) je po osnovnom svojstvu regulator kiselosti. Njenim dodavanjem osjetno se mijenja okus namirnice te namirnica postaje manje ili više kisela. Namirnice koje imaju lužnat okus mogu se dodavanjem limunske kiseline preraditi u namirnice čiji okus je neutralan, niti lužnat niti kiseo ili pak dati tom okusu kiselkast osvježavajući okus.
Limunska kiselina je osim utjecaja na kiselost proizvoda po drugom funkcionalnom svojstvu i antioksidans. Organske kiseline koje se koriste kao antioksidansi dodaju se voćnim proizvodima da bi priječili smeđenje proizvoda (npr. jabuka nakon guljenja), tako što blokiraju djelovanje enzima fenoloksidaza /fenolaza/ koje koristeći kisik stvaraju smeđi melanin. Limunska kiselina je drugom funkcionalnom svojstvu i sekvestrant, jer kompleksira s ionima određenih metala i na taj način ih inaktivira.

## Upotreba
Uporaba aditiva neposredno je vezana za njihovo osnovno funkcionalno, tehnološko svojstvo. 
1. Bojila – su čiste tvari, koncentrati ekstrakata jestivih sirovina ili sintetskim postupkom proizvedeni kemijski spojevi poznatog sastava, a dodaju se u malim količinama za bojenje hrane, ne mijenjajući ostala svojstva proizvoda; 
2. Konzervansi – koji dodani hrani, uz odgovarajuće uvjete sprječavaju ili usporavaju razmnožavanje mikrooganizama u hrani ne utječući bitno na senzorska svojstva; 
3. Antioksidansi  – koji sprječavaju oksidativne promjene u hrani i/ili pojačavaju antioksidativni učinak drugih tvari 
4. Emulgatora – koji omogućuju homogeno miješanje ulja i masti s vodom ili vode s uljima i mastima, te njihovih smjesa s drugim sastojcima
5. Stabilizatora – koji omogućuju stabilizaciju topljivih koloidnih sustava (sustava koji se ne miješaju). 
U širem smislu u grupu stabilizatora svrstavaju se: 
– Tvari za stabiliziranje, zadržavanje boje koje se koriste kao stabilizatori za očuvanje ili pojačavanje intenziteta boje u hrani, a nisu svrstani u grupu bojila.
– Tvari za održavanje pjene – koje se koriste da zadrže, stabiliziraju ravnomjerno dispergiranu plinovitu fazu u tekućoj hrani.
6. Zgušnjivača – koji omogućuju vezivanje tekuće faze od određene viskoznosti do potpunog zgušnjavanja; 
7. Tvari za želiranje – koje dodatkom hrani stvaraju želatinoznu konzistenciju; 
8. Regulatora kiselosti – koji podešavaju i održavaju kiselost ili lužnatost hrane;
9. Kiselina koja dodana hrani mijenja njenu kiselost ili lužnatost i time utječu na njezin okus;
10. Tvari za sprječavanje zgrudnjavanja – koje dodatkom praškastoj hrani sprječavaju nastajanje većih nakupina ili gruda;
11. Pojačivača okusa – koji dodatkom hrani ističu ili poboljšavaju djelovanje prisutnih aroma bez obzira potječu li one od sastojaka hrane ili su dodane;
12. Tvari za zaslađivanje ili sladila – koje dodane hrani nadopunjuju ili stvaraju sladak okus. Obično se dijele na zamjene za šećer (poliole) i umjetna sladila ili samo sladila;
13. Modificiranih škrobova – kojima su za razliku od običnog škroba kemijskim, fizikalnim ili enzimatskim postupkom izmijenjena originalna svojstva,  a sve u svrhu određivanja konzistencije različitih vrsta hrane;
14. Tvari za poliranje – koje služe za dobivanje glatke i sjajne površine, za zaštitu hrane od isušivanja;
15. Tvari za zadržavanje vlage – koje vezivanjem vode zadržavaju svježinu i karakterističnu konzistenciju proizvoda;
16. Tvari za tretiranje brašna – koje dodane brašnu ili tijestu poboljšavaju tehnološka svojstva;
17. Učvrščivača – koji dodani proizvodima i prerađevinama učvršćuju tkivo voća ili povrća, ali i sredstava za želiranje koji se pri tome upotrebljavaju;
18. Povećivača volumena – koji uz povećanje volumena zadržavaju vlažnosti, stabiliziraju, zgušnjavaju i oblikuju strukturu, ne povećavajući energetsku vrijednost;
19. Potisnih plinova – koji se koriste za istiskivanje hrane iz posebnih posuda pod tlakom. Zrak se ne svrstava u skupinu potisnih plinova. 
Smjese plinova mogu se koristiti za mijenjanje sastava plinova u pakiranom proizvodu ( modificiranja atmosfere)  u svrhu zadržavanja boljih svojstava hrane i produženja roka trajanja pa se tako i označavaju ;
20. Emulgatorske soli –  koje dodatkom u sustave koji sadrže masti, vodu i proteine, raspršuju proteine ujednačujući raspodjelu vode i masti oko njih (npr. topljeni sir);
21. Tvari protiv pjenjenja – koje sprječavaju pjenjenje tijekom tehnološkog procesa kao i u gotovom proizvodu;
22. Tvari za rahljenje  – koje se koriste pojedinačno ili u kombinaciji s tvarima koje otpuštaju plin i time bitno povećavaju volumen proizvoda.
Veliki broj aditiva služi u prvom redu prehrambenoj industriji jer joj omogućuje bržu i jeftiniju proizvodnju, siguran proizvod a time i veću dobit. Aditivi u hrani zadržavaju a kod nekih i mijenjaju izgled namirnice (bojila), mijenjaju okus (pojačivači okusa, arome), povećavaju volumen proizvoda (sredstva za rahljenje u kruhu), vežu vodu u proizvodu kao (fosfati u kobasicama, hrenovkama), omogućuju izradu  "novih" proizvoda (energy-drinks), omogućuju korištenje manje vrijednih sirovina, olakšavaju i pojeftinjuju proizvodnju, skladištenje i transport (sredstva za konzerviranje). Često je uporaba aditiva u proizvodu povezana s upitnom nužnošću njihove uporabe, odnosno uporaba je suprotna osnovnom načelu uporabe a to je utjecaj na sastav proizvoda, smanjenu kvalitetu.  
Tako "voćni " sladoled, puding i desert osim osnovnih sirovina kao što su mlijeko, voda, šećer, sadrži i bojila, koja ga čine privlačnim i arome, koje mu daju željeni okus.U ovom slučaju bojila i arome su zamjena za voće pa je pridjev " voćni ", samo zavaravanje potrošača. Proizvođač štedi na voćnim pripravcima jer su umjetna bojila i arome jeftiniji. Nažalost, potrošači ne znaju što točno jedu ni kad je riječ o namirnicama koje - za razliku od sladoleda - troše svakodnevno, poput kruha i peciva. Aditivi, između ostalog, omogućuju da se kruh proizvede iz lošijeg (jeftinijeg) brašna. Tako manje vrijedan proizvod proizvođaču donosi veću dobit. K tomu, deklariranje sastojaka nezapakiranog kruha čiji rok trajanja nije duži od 24 sata, nije obvezatno pa potrošač nema nikakvog uvida niti u sirovinski sastav (vrstu, kvalitetu, omjer različitih vrsta brašna i ostalih sastojaka), a još manje u dodane aditive. No ako protrošač sumnja da je prevaren u smislu prave prirode proizvoda, hrane koju kupuje,  ima pravo zatražiti onoga tko stavlja takvu hranu u promet detalje o proizvodu na uvid (proizvođačku specifikaciju). Potonji mu mora temeljem Zakona o hrani u najkraćem vremenu dostaviti traženo, a u suprotnom potrošač se može obratiti sanitarnoj inspekciji svoga područja stanovanja, društvu za zaštitu potrošača, tisku i sl.

## Istina
Industrijska proizvodnja hrane bez aditiva i ostalih pomoćnih tvari u procesu proizvodnje nije moguća. I ekološki proizvedena hrana sadrži aditive. Ipak, valja napomenuti da takva hrana ne smije sadržavati sintetska organska bojila, pojačivače okusa, umjetne arome,  većinu konzervansa, umjetna sladila, ali smije prirodne arome te aditive prirodna bojila , modificirani škrob itd. Za razliku od konvencionalne proizvodnje hrane gdje je dopušteno više od tri stotine aditiva, u ekološkoj proizvodnji hrane koristi se pedesetak aditiva. Međutim, prema mišljenju stručnjaka, nema razlike između aditiva koji su dobiveni iz prirodnih sirovina i aditiva koji su rezultat kemijske sinteze, jer se i u jednom i u drugom slučaju koriste složeni kemijski postupci obrade. Možda se upravo ovim vidi da se nužnost uporabe aditiva prikriva "prirodnim podrijetlom" te da se proizvod na tržištu nebi održao dovoljno vremena da postigne komercijalni učinak. 

## Izazivaju li aditivi alergijske reakcije?
Nerijetko se aditive povezuje s bolestima, posebno s alergijskim reakcijama. Alergiju na hranu pretežno izazivaju bjelančevine koje se nalaze u relativno malom broju prirodnih namirnica, koju na žalost svakodnevno konzumiramo :  kravlje mlijeko, jaja, ribe, školjke, brašno žitarica, soja i različiti oraščići. Posebno su poznate alergije na kikiriki ili račiće koje mogu biti i sa smrtnim ishodom.  Ispitivanja znanstvenika su pokazala da je manje od jedan na 1000 ljudi alergičano ili osjetljivo na bojila ili konzervanse.  Ponekad se osjetljivost javlja   kao pseudoalergija na benzoate i parahidroksi benzojeve estere (E210 - E219 ), zatim na sintetska organska bojila E102, E110, E122,  E123, E124, E129 i E151 te antioksidanse E320 i E321. Znanstvenici u EU, utvrdili su da se incidencija osjetljivosti koja izaziva reakciju na prirodne ili sintetske aditive kreće u granicama 0.01 -0.26%  na broj stanovnika.

## Poveznice
- Popis E brojeva

## Vanjske poveznice
- Aditivi i drugi preparati u hrani
- Savjetovalište o E-brojevima  Arhivirana inačica izvorne stranice od 15. ožujka 2010. (Wayback Machine)
- Prehrambeni aditivi Hrvatska tehnička enciklopedija, portal hrvatske tehničke baštine. LZMK